# Mangrovie di Ilha Grande
Le mangrovie di Ilha Grande sono un'ecoregione dell'ecozona neotropicale che si estende lungo le coste sud-orientali del Brasile (codice ecoregione: NT1415).

## Territorio
L'ecoregione comprende una serie di lembi isolati di mangrovie che si estendono lungo la costa sud-orientale del Brasile, dall'estuario del fiume Paraíba do Sul, vicino a São João da Barra, nello stato di Rio de Janeiro, sino all'isola di Santa Catarina, nell'omonimo stato. Il lembo più esteso si trova al confine tra gli stati di São Paulo e Paraná.

## Flora
Le mangrovie di questa ecoregione sono dominate da tre specie: la mangrovia nera (Avicennia schaueriana), la mangrovia bianca (Laguncularia racemosa)  e la mangrovia rossa (Rhizophora mangle). Ciascuna delle tre specie può essere esclusiva in alcune aree o crescere in associazione con una delle altre due o con entrambe.

## Fauna

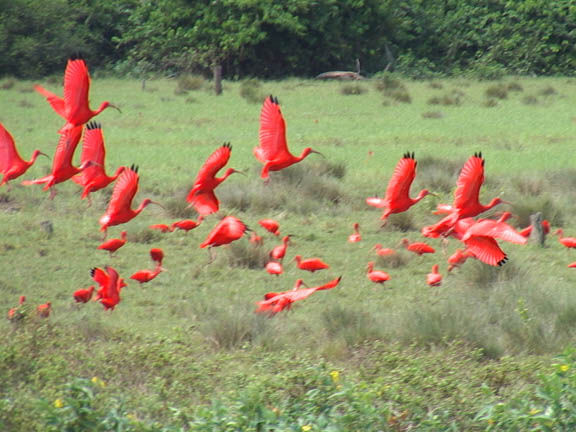
L'ibis scarlatto, ritenuto localmente estinto, ha nuovamente ripopolato la regione.

Le mangrovie di questa ecoregione offrono rifugio alle forme giovanili di numerose specie di pesci, crostacei e molluschi; sono inoltre un ecosistema cruciale per molte specie di uccelli migratori che fanno sosta lungo le coste brasiliane, tra cui il corriere semipalmato (Charadrius semipalmatus), il gambecchio di Bonaparte (Calidris fuscicollis), il totano zampegialle minore (Tringa flavipes) e il totano zampegialle maggiore (Tringa melanoleuca).  Tra le specie stanziali meritano una menzione l'amazzone aliarancio (Amazona amazonica) e l'ibis scarlatto (Eudocimus ruber), un pelicaniforme ritenuto localmente estinto e nuovamente segnalato nella regione a partire dal 1982.

## Conservazione
Lo stato di conservazione dell'ecoregione è considerato critico.
Si estende in una delle aree più densamente popolate dell'intero Brasile e le mangrovie subiscono la pressione crescente dell'urbanizzazione che ne ha progressivamente ridotto l'estensione.